# B.Y.O.B. (Beverly Hills, 90210)
B.Y.O.B. is de elfde aflevering van het eerste seizoen van het tienerdrama Beverly Hills, 90210, die voor het eerst werd uitgezonden op 10 januari 1991.

## Verhaal
Jim en Cindy gaan weg voor een romantische weekend in Palm Springs. Ze worden constant onderbroken door een ouder koppel, dat graag met de echtgenotes Walsh wil swingen. Ondertussen organiseert de tweeling een feest in hun huis, waar het er heftig aan toe gaat. Hoewel Brandon eerst terughoudend reageert, geeft hij toe aan de alcohol. In een dronken bui gaat hij de weg op met zijn auto. Hij raakt betrokken bij een auto-ongeluk en wordt gearresteerd.

## Rolverdeling
- Jason Priestley - Brandon Walsh
- Shannen Doherty - Brenda Walsh
- Jennie Garth - Kelly Taylor
- Ian Ziering - Steve Sanders
- Gabrielle Carteris - Andrea Zuckerman
- Luke Perry - Dylan McKay
- Brian Austin Green - David Silver
- Douglas Emerson - Scott Scanlon
- Tori Spelling - Donna Martin
- Carol Potter - Cindy Walsh
- James Eckhouse - Jim Walsh
- Bobbi Jo Lathan - Trudy Barnett
- Richard Paul - Bob Barnett